# Passiflora penduliflora
Passiflora penduliflora là một loài thực vật có hoa trong họ Lạc tiên. Loài này được Bertero ex DC. mô tả khoa học đầu tiên năm 1828.